# Carlo Ciattini
Carlo Ciattini (ur. 20 marca 1951 w Cerreto Guidi) – włoski duchowny katolicki, biskup Massa Marittima-Piombino od 2011.

## Życiorys
Święcenia kapłańskie otrzymał 14 maja 1989 i został inkardynowany do diecezji San Miniato. Był m.in. sekretarzem synodu diecezjalnego, wikariuszem sądowym, rektorem seminarium oraz kierownikiem centrum duszpasterstwa powołań.
15 grudnia 2010 papież Benedykt XVI mianował go ordynariuszem diecezji Massa Marittima-Piombino. Sakry biskupiej udzielił mu 13 lutego 2011 biskup San Miniato – Fausto Tardelli.